# Villa Bellati
Villa Bellati, detta "Le Case", è un'imponente villa veneta situata a Vignui di Feltre. È situata in località Le Case, lungo un pendio che domina il piccolo borgo di Umin e in posizione panoramica verso la conca Feltrina. 
Caratterizzata da elementi tipologici e architettonici unici nella provincia di Belluno, è stata costruita su commissione del filosofo umanista Giovanni Bellati nel 1703, sotto il patrocinio di san Giuseppe al quale venne dedicato l'oratorio annesso. Per le sue peculiarità è ritenuta una delle ultime grandi e significative realizzazioni locali nell'ambito delle dimore di campagna costruite dal ceto aristocratico.

## Storia
Le prime testimonianze della costruzione di Villa Bellati risalgono al 1671 con l'atto di compravendita di una porzione di beni comunali da parte di Agostino Bellatto.
Venne ricostruita agli inizi del XVII secolo ad opera di Giovanni Bellati, partendo dall'edificio preesistente di cui ritroviamo ancora nel corpo centrale della villa una facciata su tre piani dal classico impianto tripartito delle aperture. 
Numerose fonti storiche documentano come Villa Bellati sia stata luogo di villeggiatura per diverse persone di spicco, come Valerio Bellati, in seguito consacrato arcivescovo da papa Benedetto XIII, che visse al suo interno tra fine Seicento e inizio Settecento, raccogliendo una vastissima e ricca biblioteca. Gioacchino Bellati invece, verso la fine del Settecento, la scelse come luogo di villeggiatura, ma soprattutto come luogo ideale per i suoi studi filosofici. Verso la metà dell'Ottocento la villa fu completamente restaurata da Giovanni Battista Bellati, che ampliò l'ala occidentale con la caratteristica torre merlata; inoltre, con la sua passione agricola, egli determinò un importante impulso all'economia della zona e si concentrò sulla lavorazione della seta, apportando varie modifiche al giardino della villa dovute alle piantagioni.
Successivamente, nel Novecento, la villa venne trasformata in un preventorio per ragazzi ed è in questo momento che subisce delle modifiche dovute alle nuove esigenze funzionali che richiedevano un ambiente a sfondo ospedaliero. L'uso da privato è diventato pubblico, destino che raggiunse quasi tutte le ville molto grandi presenti nella provincia.
Gravemente danneggiata durante il primo conflitto mondiale e ripristinata nell'immediato dopoguerra, la villa giunse ad Ada, ultima della casata Bellati a possederla.
Dal 1981 la villa si trova in stato di abbandono.

## Descrizione
L'architettura della villa appare grandiosa, armonizzata col superbo paesaggio che la circonda.
La struttura si presenta al pianterreno con una facciata monumentale in stile bugnato e un ordine di lesene ioniche nel settore centrale, con tre maestose finestre ad arco che si affacciano su una balaustra in pietra geometricamente decorata.
L'edificio, quindi, è un lungo corpo di fabbricato costituito da un elemento centrale e da due ali, che finiscono con degli avancorpi a forma di torrette semiottagonali. Le caratteristiche delle torrette e i profili dei camini e del corpo centrale sono ben equilibrati con il timpano, ornato da vasi in pietra. In particolare, le torrette concludono la struttura principale mostrandosi in facciata con delle aperture ad arco, come il corpo centrale sporgente della villa, mentre in fianco hanno un'apertura rettangolare allineata perfettamente a quelle delle ali lunghe. All'interno delle torrette sono presenti una volta ciascuna, affrescate e racchiuse dalla copertura delle stesse torri che non è altro che il tetto prolungato della struttura centrale.
Le finestre del sottotetto sono piccole ed evidenziano il cambio di dimensioni rispetto alle gigantesche finestre della parte centrale. La ritmica delle finestre si adagia su due brevi corpi laterali aggettanti, coronati da una torretta poligonale.

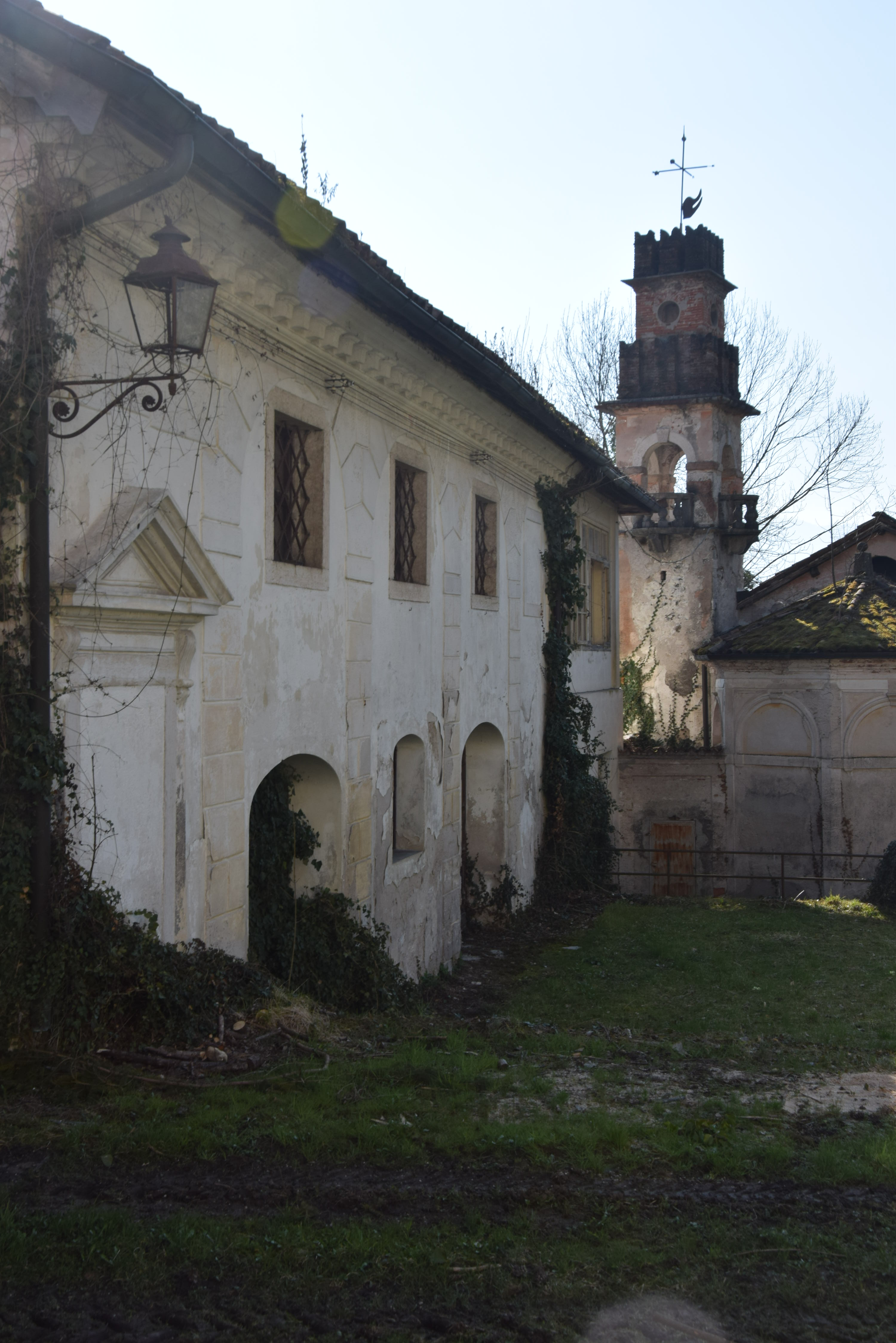
L'esterno della Villa

Il frontone è interamente decorato al suo interno da stucchi, mentre all'esterno è contornato da un frontone monumentale.
Nel corso dell'Ottocento la struttura è stata modificata senza però alterarne la struttura: è stata aggiunta una piccola torre merlata a sfondo romantico nella parte terminale dell'ala verso ovest. Di fronte alla villa, in particolare alla torretta, sorge la chiesetta di San Giuseppe, costituita da una pianta rettangolare con abside poligonale e decorata con stucchi dorati. Sull'altare sono presenti tre statue di marmo di Giacomo Piazzetta (1640-1705) rappresentanti il San Giuseppe con il Bambino e due Angeli. Ora è in notevole degrado.
L'accesso laterale si trova a ovest; verso est vi era l'ala rustica, costituita dalle scuderie e da un portico di collegamento con il corpo padronale costruito negli anni sessanta.
Per quanto riguarda gli interni, nell'ala est sono presenti dei grossi muri maestri che frammentano gli ambienti in modo irregolare. Questo fatto può portare alla deduzione che Villa Bellati sia nata grazie alla presenza di una precedente costruzione e che solo nel Settecento abbia raggiunto l'attuale conformazione con modifiche annesse. Le ali laterali invece sono collegate al corpo centrale e permettono la presenza di un insieme di ambienti caratterizzati dalla fila di porte.
Appare evidente che i fabbricati verso est sono legati alla recente trasformazione in struttura ospedaliera, mentre quelli arretrati a ovest risalgono all'Ottocento.
Degli interni originali, causa le molteplici trasformazioni, rimangono solo le cornici architettoniche di alcune porte e le travature a vista dei solai centrali.
Importante è la scala interna, che appare maestosa e segnata in chiave di volta da uno stemma nobiliare.
È possibile notare come la sala centrale sia presente non solo al piano terra ma anche nei due piani superiori, occupando praticamente tutto il corpo centrale e aumentando di altezza all'ultimo piano. Viste le dimensioni della struttura, per poter permettere la sua costruzione è stata necessaria la creazione di un terrazzamento che va a confondersi con il parco-giardino.

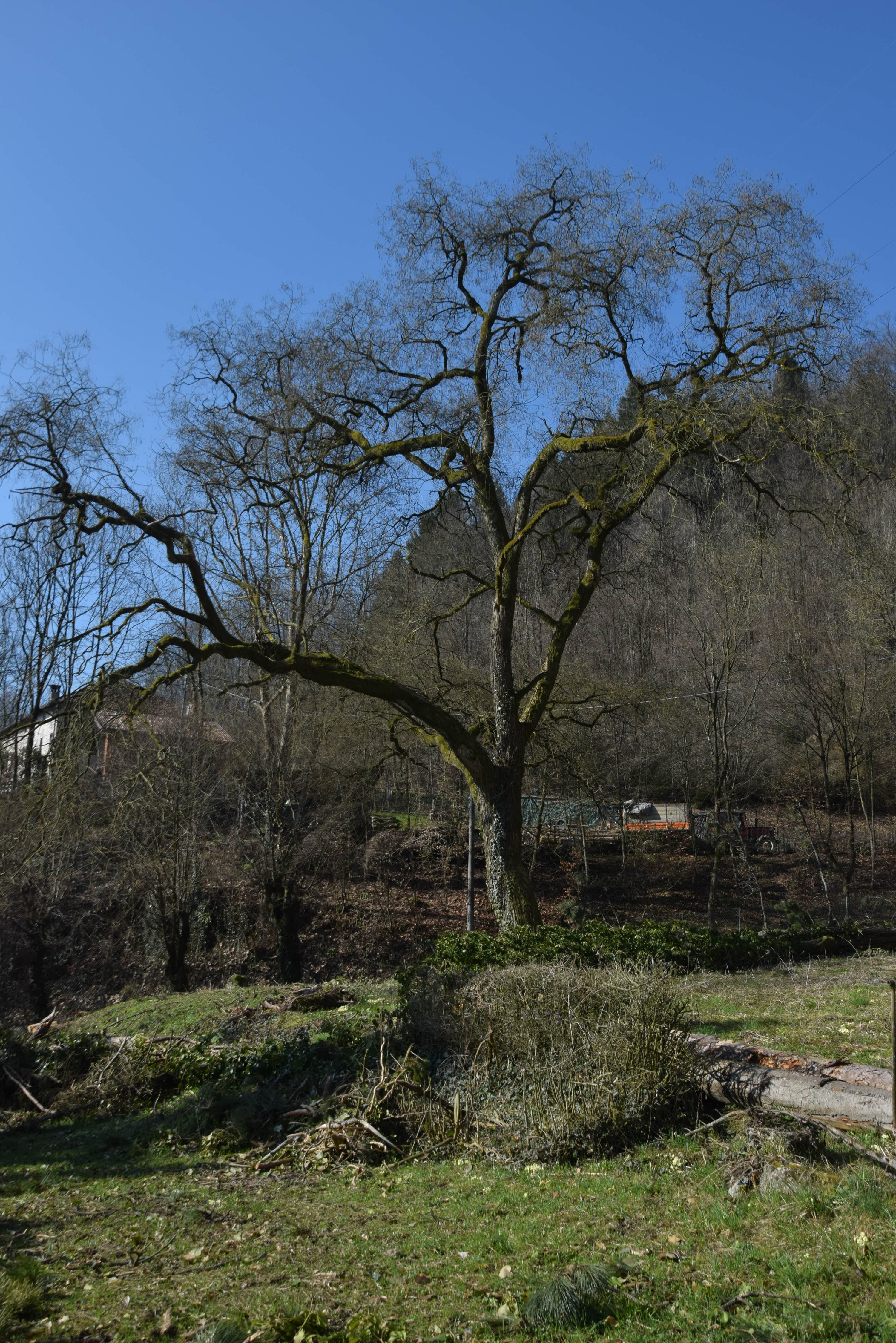
Albero innestato da Gianbattista Bellati

Per quanto l'avanzamento della vegetazione abbia richiesto un intervento di disboscamento non indifferente, nel giardino della villa sussistono ancora delle varietà di alberi piantati da Giambattista Bellati nel 1800, come ad esempio l'imponente carpino davanti all'ala sinistra della villa.